# خوان أوريول
خوان أوريول آي غارسيا (بالإسبانية: Joan Oriol i Gràcia) هو لاعب كرة قدم إسباني في مركز الظهير الأيسر ولد في يوم 5 نوفمبر 1986 في بلدة كمبريلز في إسبانيا، يلعب حالياً مع نادي ريال مايوركا وسبق له اللعب مع نادي رابيد بوخارست ونادي بلاكبول ونادي أوساسونا وفياريال ونادي غافا ونادي ريوس وبوبلا مافلوميت ويبلغ طوله 175 سم. شقيق خوان أوريول التوأم إيدو أوريول هو لاعب يلعب مع نادي تينيريفي.

## روابط خارجية
- خوان أوريول على موقع الاتحاد الأوربي (الإنجليزية)
- خوان أوريول على موقع قاعدة بيانات كرة القدم.إي يو (الإنجليزية)
- خوان أوريول على موقع Soccerbase.com (لاعب) (الإنجليزية)
- خوان أوريول على موقع Soccerway.com (الإنجليزية)
- خوان أوريول على موقع AS.com (الإسبانية)